# John Van Tongeren
John Van Tongeren is een Amerikaans componist (voornamelijk muziek voor film en televisieseries).

## Biografie
Hij begon zijn carrière begin jaren tachtig als toetsenist bij de popgroep SSQ. Vervolgens ging hij muziek produceren in de filmindustrie waarmee hij een van de eerste componisten was bij de muziekstudio Remote Control Productions (voorheen: Media Ventures). Hij componeerde ook aanvullende muziek voor Hans Zimmer en Mark Mancina zoals bij de films: True Romance en Speed. Hij won een BMI Award in 2005 voor The 4400 en twee Gemini Awards in 2000 en 2001 voor The Outer Limits.

## Filmografie
| 1986      | The Adventures of the Galaxy Rangers                      | televisieserie                                 |
| 1993      | Space Rangers                                             | televisieserie, 3 afleveringen                 |
| 1995-2001 | The Outer Limits                                          | televisieserie                                 |
| 1996-1999 | Poltergeist: The Legacy                                   | televisieserie                                 |
| 1998      | Creature                                                  | televisiefilm                                  |
| 2000      | Red Letters                                               | film (misdaad, drama)                          |
| 2001-2003 | The Legend of Tarzan                                      | televisieserie                                 |
| 2003      | Malibu's Most Wanted Don: Plain & Tall The Cheetah Girls  | film (komedie) televisiefilm                   |
| 2004      | Jesus the Driver                                          | film (komedie)                                 |
| 2004-2007 | The 4400                                                  | televisieserie                                 |
| 2005      | Miss Congeniality 2: Armed & Fabulous Wanted              | komische film televisieserie                   |
| 2006      | The Initiation of Sarah                                   | televisiefilm                                  |
| 2007      | Thief Christmas is Here Again Where's Molly               | televisieserie animatie-kerstfilm documentaire |
| 2008      | WarGames: The Dead Code                                   | film (thriller)                                |
| 2009      | Princess Protection Program                               | televisiefilm                                  |
| 2010      | Den Brother (Scouting Brother) The Boy Who Cried Werewolf | televisiefilm                                  |
| 2011      | The Suite Life Movie                                      | televisiefilm                                  |
| 2013      | Swindle                                                   | televisiefilm                                  |
| 2014-2017 | The Tom and Jerry Show                                    | televisieserie                                 |
| 2015-2017 | Dawn of the Croods                                        | televisieserie (intromuziek)                   |
| 2019      | Know Your Enemy                                           | film (drama)                                   |
| 2021      | Miss Lillian                                              | documentaire                                   |